# Sanjarîha, Smila
Sanjarîha (în ucraineană Санжариха) este o comună în raionul Smila, regiunea Cerkasî, Ucraina, formată numai din satul de reședință.

## Demografie
Componența lingvistică a comunei Sanjarîha
     Ucraineană (97,08%)
     Rusă (2,76%)
     Alte limbi (0,15%)
Conform recensământului din 2001, majoritatea populației comunei Sanjarîha era vorbitoare de ucraineană (97,08%), existând în minoritate și vorbitori de rusă (2,76%).